# Acrobaliste
Les Romains utilisaient, comme instrument militaire pour défendre les villes lors des sièges, des acrobalistes.[réf. souhaitée] Le terme dérive du grec ancien acrobalista et signifie « lanceur d'armes de trait depuis une position élevée ».
Selon le Journal des sciences militaires publié par J. Correard en 1840, le terme (substantif féminin) s'employait dans la « milice grecque » ancienne et s'appliquait aussi aux hommes qui combattaient « de loin », comme les cavaliers jaculateurs de la cavalerie légère, qui engageaient le combat ou provoquaient des escarmouches.
On trouve également, dans le sens de « cavalerie légère des anciens, lançant des flèches et des traits » la forme acroboliste.